# Fernando Hilbeck
Fernando Hilbeck est un acteur espagnol né le 7 juillet 1933 à Madrid et décédé le 25 avril 2009 dans la même ville.

## Filmographie

### Cinéma
- 1960 : Sapho, Vénus de Lesbos de Pietro Francisci : Scarface
- 1961 : Barabbas de Richard Fleischer
- 1962 : Deux contre tous (Due contro tutti) d'Alberto De Martino et Antonio Momplet : Black Boy
- 1963 : Terreur dans la brousse (Cristo negro) de Ramón Torrado : Dr. Richard Crock
- 1963 : La Griffe du coyote de Mario Caiano : Joaquim Gallardo
- 1963 : Pacto de silencio : Inspecteur Méndez
- 1964 : El señor de La Salle
- 1964 : L'Ange noir du Mississippi : trappeur
- 1964 : Pyro... The Thing Without a Face : Julio
- 1965 : Falstaff
- 1965 : Le Fils d'un Hors-la-loi : Joaquin - guide de Johnny
- 1966 : Cent mille dollars pour Lassiter : tireur à la mine (non crédité)
- 1966 : Habitación 508
- 1966 : Kid Rodelo : Perryman
- 1966 : Le Triomphe des sept desperadas : White Cloud
- 1966 : Opération Goldman : conducteur de camion (non crédité)
- 1967 : Beyond the Mountains
- 1967 : Les Aventures extraordinaires de Cervantes : Carlos
- 1967 : The Christmas Kid : Jud Walters
- 1967 : The Cups of San Sebastian : Fuentes
- 1968 : L'Agent américain : Burke
- 1968 : Les Hommes de Las Vegas
- 1968 : Pancho Villa : Villista
- 1969 : A Candidate for a Killing : Agent d'Interpol
- 1969 : Esa mujer : avocat
- 1969 : The Green Wall : joueur au bar
- 1970 : Chicas de club : Fernando
- 1970 : El último día de la guerra : sergent allemand
- 1970 : Fortunata y Jacinta : Villalonga
- 1971 : L'Homme qui venait de la haine : avocat de Joe (non crédité)
- 1971 : La Folie des grandeurs
- 1971 : Plus venimeux que le cobra : Barry
- 1971 : Zorango et les comancheros : Jeremy Zack
- 1972 : Crónicas de un pueblo
- 1972 : Pancho Villa (en) d'Eugenio Martín : Ramon
- 1973 : It Happened at Nightmare Inn : Alcalde
- 1973 : Las flores del miedo : Tony Belmar
- 1973 : Le Bal du vaudou : Marido
- 1973 : Les Colts au soleil : Ford
- 1974 : El refugio del miedo de José Ulloa : Arthur
- 1974 : L'ultimo uomo di Sara de Maria Virginia Onorato
- 1974 : La Vengeance du zombie de Manuel Caño
- 1974 : Le Massacre des morts-vivants de Jorge Grau : Guthrie Wilson
- 1974 : Proceso a Jesús de José Luis Sáenz de Heredia
- 1975 : Au-delà de l'amour
- 1975 : El poder del deseo : Inspecteur alto
- 1975 : El vicio y la virtud : Santiago
- 1975 : Muerte de un quinqui de León Klimovsky
- 1975 : Solo ante el Streaking de José Luis Sáenz de Heredia : Pet
- 1975 : Terapia al desnudo de Pedro Lazaga : Docteur Álex Céspedes
- 1975 : La endemoniada d'Amando de Ossorio : Docteur
- 1976 : Ambiciosa de Pedro Lazaga
- 1976 : Batida de raposas de Carlos Serrano : Ignacio
- 1976 : El chiste d'Eduardo Manzanos Brochero
- 1976 : Pantaleón y las visitadoras de José María Gutiérrez Santos et Mario Vargas Llosa
- 1977 : El hombre que supo amar de Miguel Picazo : Yusuf
- 1977 : El puente de Juan Antonio Bardem : De la avería
- 1977 : Marián de Luis Martínez Cortés : Adriano
- 1977 : Parranda de Gonzalo Suárez : Sr. de Andrada
- 1977 : Reina Zanahoria de Gonzalo Suárez : Gustavo
- 1978 : La escopeta nacional de Luis García Berlanga : López Carrión
- 1979 : Madrid al desnudo de Paul Naschy : Gregorio Carreras
- 1979 : Ninja Force de Christian Anders et Antonio Tarruella : Inspecteur
- 1980 : Pepi, Luci, Bom et les autres filles du quartier de Pedro Almodóvar
- 1981 : Demasiado para Gálvez d'Antonio Gonzalo : le directeur
- 1981 : La Leyenda del tambor de Jorge Grau : Canónigo
- 1983 : Power Game de Fausto Canel
- 1985 : La Chair et le Sang de Paul Verhoeven : Arnolfini
- 1987 : El aullido del diablo de Paul Naschy : Père Damián
- 1989 : Al Andalus de Jaime Oriol et Antonio Tarruella
- 1989 : Oro fino de José Antonio de la Loma
- 1990 : La Cruz de Iberia d'Eduardo Mencos : Conde
- 1996 : Mi nombre es sombra de Gonzalo Suárez : El padre
- 2000 : Leyenda de fuego de Roberto Lázaro : Plácido
- 2000 : Operación Gónada de Daniel F. Amselem : Sir Harold Seymour